# Streik von Deir el-Medineh

Der sogenannte „Papyrus der Streiks“, geschrieben von Amunnakht, zwischen 1187 und 1157 v. Chr., Neues Reich. Museo Egizio, Turin.

Der Streik von Deir el-Medina im ägyptischen Arbeiterdorf Deir el-Medina, der im 29. Regierungsjahr von Ramses III. am 10. Peret II (4. November) 1159 v. Chr. begann, stellt den ersten dokumentierten Streik der Weltgeschichte dar. Die Ereignisse sind auf einem Papyrus überliefert, der gegenwärtig im Museo Egizio di Torino unter der Inventarisierungsnummer p1880 aufbewahrt wird.

## Im Neuen Reich
Zu Zeiten des Neuen Reiches hatten die Handwerker und Arbeiter, die die Königsgräber im Tal der Könige erbauten, einen besonderen Status. Sämtliche Arbeiter, die in den Steinbrüchen arbeiteten, Gräber instand hielten, Steinschneidearbeiten verrichteten oder Grabwände bemalten, waren Staatsangestellte. Zu den Grabarbeitern gehörten weiterhin Stuckateure, Gipser, Maurer, Holzsäger und Zimmerleute. Sie genossen ebenso wie die zur Versorgung der Totenstadt beschäftigten Wäscher, Gemüsebauer, Fischer und Wasserträger eine staatliche Vollversorgung.
Sie erhielten monatliche Deputatlöhne, die in Getreidelieferungen erfolgten, welche für den einfachen Arbeiter 150 kg Spelz und 56 kg Gerste betrug. Demnach war ein Arbeiter mit fünf kg Spelz und 1,9 kg Gerste täglich in der Lage, seine Familie ausreichend mit Brot und Bier zu versorgen. Darüber hinaus wurde er von zusätzlichen Hilfskräften regelmäßig mit Wasser, Fisch, Gemüse, Obst, Töpferwaren und Brennmaterial versorgt. Schließlich erhielt er von den Totentempeln auf der Westseite Thebens und vom Schatzhaus gelegentlich noch seltenere Lebensmittel wie Kuchen, Fleisch, Wein, Honig, Öl etc. Zusätzlich stockten Arbeiter, denen das nicht reichte, ihre Vorräte durch kleinere Handwerksarbeiten für private Kunden auf. Dieser recht angenehme Lebensstandard war weitgehend abhängig von der wirtschaftlichen Situation des Staates, welche die Voraussetzung für die monatlichen Deputatlieferungen war.
Während des Höhepunktes der ramessischen Zeit, am Anfang der 19. Dynastie, konnten sich besonders wohlhabende Vorarbeiter sogar Häuser außerhalb der Stadt mit Äckern und Vieh leisten. Darüber hinaus verfügten sie noch über Diener. Zuweilen erhielten sie für besonders gute Leistungen Auszeichnungen vom Pharao und hatten die Gelegenheit, diesen nicht nur zu sehen, sondern auch persönlich mit ihm ein paar Worte zu wechseln. Somit hatte selbst diese Gruppe von Männern eine außergewöhnliche Position inne.

## Der Arbeiterstreik

### Vorgeschichte
Die Arbeitermannschaft setzte sich aus der linken und der rechten Seite zusammen. Bei diesem Streik bestand jede Seite aus einem Vorarbeiter und zwanzig Arbeitern. Die Arbeiten am Grab von Ramses III. (KV11) waren fast abgeschlossen, neue Arbeiten am Prinzengrab wurden begonnen. Auch gab es schon im 28. Regierungsjahr und später wieder im 31. Regierungsjahr ausbleibende Getreidelieferungen. Erste Eskalationen werden im 29. Regierungsjahr für den 21. Phaophi (17. Juli) 1159 v. Chr. überliefert. Dem Schreiber Amun-Nechet wird berichtet, dass bereits seit zwanzig Tagen keine Lieferungen erfolgt seien. Nach sofort erfolgter Ausgabe der fehlenden Rationen verliefen die nächsten zwei Monate zunächst wieder ruhig.
Neue Schwierigkeiten traten am 2. Tybi (26. September) 1159 v. Chr. auf, da eine Eidleistung vom Versorgungsleiter Ha-em-Waset abgegeben wurde, in der er die Versorgung der Arbeitermannschaften als zukünftig gesichert vermerkte. Gründe für die neuerlichen Lieferengpässe werden in zusätzlich aufgekommenen Problemen bei der Wasserversorgung gesehen, die kurz vorher erwähnt wurden.
Hinzu kamen Schwierigkeiten bei der Lieferung von Arbeitsmaterial, die einen Monat später auftraten. Der bisherige Vorarbeiter Bak-en-chensu wurde durch User-Maat-Re-Nechet abgelöst, der im Bereich der Gipsherstellung tätig war.

### Erster Streik
Am 4. November 1159 v. Chr. beendeten die Arbeiter ihre Tätigkeiten und gingen in Richtung Fruchtlandrand zu den großen Totentempeln. Dort angekommen, verkündeten sie, dass bereits seit achtzehn Tagen der Lohn überfällig sei und riefen Wir sind hungrig. Der Streik-Marsch wurde zum Medinet Habu fortgesetzt; die Arbeiter verweilten dort und begaben sich bei Einbruch der Dunkelheit wieder in ihr Dorf. Am nächsten Tag, dem 5. November 1159 v. Chr., wurden Brote geliefert. Dennoch erfolgte ein weiterer Marsch zum Medinet-Habu. Diesmal kehrten die Arbeiter am Abend nicht in ihr Dorf zurück, sondern übernachteten am Tempel. Die Priester teilten am 6. November 1159 v. Chr. nun die fälligen Rationen für die Vormonate September/Oktober zu. Jedoch war die Stimmung unter den Arbeitern weiter aufgeheizt.
Am 8. November 1159 v. Chr. rief der Schutztruppenvorsteher Mentu-Mes die Arbeiter zu einer weiteren Demonstration auf, die gemeinsam mit Frauen und Kindern zum Sethos I.-Tempel erfolgte. Zwei Tage darauf, am 10. November 1159 v. Chr., wurden zehn Sack Getreide geliefert; am 12. November 1159 v. Chr. bekamen die Arbeiter den Rest für den Monat Oktober.

### Zweiter Streik
Nachdem fällige Rationslieferungen ausgeblieben waren, erfolgten kurz nach dem 13. Dezember 1159 v. Chr. erneute Arbeitsniederlegungen sowie Aufrufe zu Kundgebungen am Ramesseum; weitere Handlungen sind für die nächsten Tage nicht überliefert.
Am 28. Dezember 1159 v. Chr. wurde abermals eine Arbeitsniederlegung vorgenommen, da die Lieferungen für den Monat November ausblieben. Lokale Verwaltungsbeamte bestellten die Arbeiter in das Arbeiterdorf, um die Engpässe zu besprechen. Drohungen, weitere Arbeitsniederlegungen zu unterlassen, konnten die Arbeiter nicht einschüchtern. Versuche der Verwaltungsbeamten, die Arbeiter am Auszug aus dem Dorf zu hindern, schlugen fehl. An einem nicht bekannten Ort setzten die Arbeiter ihren Streik fort. Zur Beruhigung der Lage lieferten nun die Verwaltungsbeamten einige rückständige Lieferungen aus.

### Dritter Streik
Am 13. Februar 1158 v. Chr. kam es zu einem neuen Streik. Diesmal ging es zum Tempel des Merenptah; dort trafen sie auf den Bürgermeister von Theben, der versprach, 50 Sack Getreide ausliefern zu lassen. Ob dies geschah, wird nicht weiter erwähnt. Bald darauf, am 25. Februar 1158 v. Chr., wurde der Streik fortgesetzt. Die Arbeiter baten die Verwalter des Ramses II.-Tempels einerseits, beim Ersten Amunpriester des Karnaktempels vorzusprechen, andererseits, um Brot aus Opferbeständen des Tempels zu erhalten. Die erste Bitte wurde erfüllt, während die zweite Bitte, zum Unmut der Arbeiter, abgelehnt wurde. Es folgten weitere Protestmärsche zum Ramses II.-Tempel. Letztendlich scheinen die stärkeren Proteste ihre Wirkung nicht verfehlt zu haben, da die nächsten Streiks erst wieder für das 31. Regierungsjahr von Ramses III. vermeldet werden.

## Erneuter Streik im 31. und 32. Regierungsjahr
Am 15. Mechir (9. November) 1157 v. Chr., im 31. Regierungsjahr, wird das erneute Vorbeimarschieren von Streikenden erwähnt. Einige Monate später wird selbiger Vorfall nochmals am 30. Payni (24. März) 1156 v. Chr. im 32. Regierungsjahr geschildert, dessen Beginn nach Beendigung der Feierlichkeiten des Tal-Festes erfolgte, die 1156 v. Chr. mit den Prozessionen am 1. Payni (3. März) des bürgerlichen Mondkalender eröffnet wurden. Kurz darauf, am 8. April 1156 v. Chr., verstarb Ramses III. und Ramses IV. übernahm die Regierungsgeschäfte, ehe er am 16. Juni offiziell zum neuen Pharao gekrönt wurde. Bedingt durch die Thronübernahme von Ramses IV. unterbrachen die Streikenden ihre Aktionen.
Nach einer kurzen Pause wurde der Streik nun unter Ramses IV. am 28. Epiphi (21. April) 1156 v. Chr. mit Fackelmärschen fortgesetzt. Weitere Arbeitsniederlegungen tauchen erst wieder unter Ramses IX. auf.